# Alfredo Jara
Cristino Alfredo Jara Mereles (Capiatá, 9 de marzo de 1973) es un exfutbolista y actual entrenador paraguayo. Jugaba de delantero, y su último club fue el Nacional Potosí de la Primera División de Bolivia.

## Clubes como jugador
| Club                 | País     | Año         |
| -------------------- | -------- | ----------- |
| Real Santa Cruz      | Bolivia  | 1998 - 1999 |
| Real Potosí          | Bolivia  | 2000        |
| Jorge Wilstermann    | Bolivia  | 2001        |
| Oriente Petrolero    | Bolivia  | 2002        |
| Marathón             | Honduras | 2002        |
| Aucas                | Ecuador  | 2003        |
| 12 de octubre        | Paraguay | 2004        |
| U. Católica de Quito | Ecuador  | 2004        |
| Real Potosí          | Bolivia  | 2005 - 2006 |
| The Strongest        | Bolivia  | 2007        |
| Deportes Quindío     | Colombia | 2008        |
| Fernando de la Mora  | Paraguay | 2008        |
| Nacional Potosí      | Bolivia  | 2009        |

### Distinciones individuales
| Distinción                                           | Año  |
| ---------------------------------------------------- | ---- |
| Goleador de la Liga del Fútbol Profesional Boliviano | 2006 |
| Goleador de la Liga del Fútbol Profesional Boliviano | 2007 |

## Clubes como entrenador
| Club                          | País     | Año         |
| ----------------------------- | -------- | ----------- |
| Petrolero de Yacuiba          | Bolivia  | 2015        |
| Independiente de campo grande | Paraguay | 2016 - 2017 |
| Nacional                      | Paraguay | 2017 - 2018 |
| Deportivo Capiata             | Paraguay | 2019        |
| Independiente de campo grande | Paraguay | 2019        |
| Sportivo Luqueño              | Paraguay | 2019        |
| Club River Plate              | Paraguay | 2020        |
| Club Sol de América           | Paraguay | 2020        |

Club  Sol de América... Paraguay.    2021.  2022... 

## Palmarés
| Club                          | País                                               | Año  |
| ----------------------------- | -------------------------------------------------- | ---- |
| Independiente De Campo Grande | Paraguay logrando ascender.ala primera división... | 2016 |

### Logro Conseguido:  Clasificación  ...  a la .    Sudamericana. Y dirigiendo..
| Club                                          |                                                                   | País     | Año  |
| --------------------------------------------- | ----------------------------------------------------------------- | -------- | ---- |
| Club.Nacional.primera división.               |                                                                   | Paraguay | 2018 |
| Club.Sportivo Luqueño.2019..primera división. | Dirigiendo.al club .Rivera plate.. en la sudamericana..año ..2021 |          |      |
|                                               |                                                                   |          |      |